# Kokohoué
Kokohoué ist ein Ort und ein Arrondissement im Departement Couffo im westafrikanischen Staat Benin. Es ist eine Verwaltungseinheit, die der Gerichtsbarkeit der Kommune Djakotomey untersteht.

## Demografie und Verwaltung
Gemäß der Volkszählung 2013 des beninischen Statistikamtes INSAE hatte das Arrondissement 10.270 Einwohner, davon waren 4754 männlich und 5516 weiblich.
Von den 85 Dörfern und Quartieren der Kommune Djakotomey entfallen sieben auf Kokohoué:
1. Fogbadja centre
2. Gbemahlouehoué
3. Gboyouhoué
4. Kansouhoué
5. Kokohoué
6. Migbowomey
7. Sèmanouhoué